# Ashes to Ashes (альбом Chelsea Grin)
Ashes to Ashes — третий студийный альбом американской дэткор группы Chelsea Grin. Альбом выпущен 8 июля 2014 года на лейбле Artery и Razor & Tie. Песня Letters была выпущена 17 декабря 2013 года как первый сингл с альбома. 12 мая 2014 года вышло лирик-видео на песню Angels Shall Sin, Demons Shall Pray. Сингл Playing with Fire вышел 4 июня 2014 года.

## Список композиций
| №                   | Название                              | Длительность |
| ------------------- | ------------------------------------- | ------------ |
| 1.                  | «Playing with Fire»                   | 3:56         |
| 2.                  | «Pledge Allegiance»                   | 4:05         |
| 3.                  | «Morte ætérna»                        | 3:35         |
| 4.                  | «Nightmares»                          | 5:12         |
| 5.                  | «Illuminate»                          | 5:56         |
| 6.                  | «Sellout»                             | 3:38         |
| 7.                  | «Waste Away»                          | 4:29         |
| 8.                  | «Ashes»                               | 1:17         |
| 9.                  | «...To Ashes»                         | 2:16         |
| 10.                 | «Angels Shall Sin, Demons Shall Pray» | 3:13         |
| 11.                 | «Letters»                             | 4:26         |
| 12.                 | «Cheers to Us»                        | 3:10         |
| 13.                 | «Clockwork»                           | 4:31         |
| 14.                 | «Undying»                             | 5:07         |
| 15.                 | «Dust to Dust...»                     | 5:12         |
| Общая длительность: | Общая длительность:                   | 57:51        |

## Участники записи
- Алекс Кёлер — вокал
- Джейсон Ричардсон — соло-гитара, программирование
- Дэн Джонс — соло и ритм-гитара
- Джейк Хармонд — ритм-гитара
- Дэвид Флинн — бас-гитара
- Пабло Виверос — ударные, вокал

## Чарты
| Чарт                              | Позиция |
| --------------------------------- | ------- |
| U.S. Billboard 200                | 27      |
| U.S. Billboard Rock Albums        | 8       |
| U.S. Billboard Independent Albums | 3       |
| U.S. Billboard Hard Rock Albums   | 4       |